# فرودگاه بلد ماونتن
فرودگاه بلد ماونتن (به انگلیسی: Bald Mountain Airport) یک فرودگاه خصوصی است که یک باند فرود چمن و خاک دارد و طول باند آن ۸۲۳ متر است. این فرودگاه در شهر بیکر سیتی، اورگن کشور ایالات متحده آمریکا قرار دارد و در ارتفاع ۱۴۱۴ متری از سطح دریا واقع شده‌است.